# Черенков, Павел Алексеевич
Па́вел Алексе́евич Черенко́в (15 [28] июля 1904, село Новая Чигла, Воронежская губерния, Российская империя — 6 января 1990, Москва, СССР) — советский физик, нобелевский лауреат (1958), академик АН СССР (1970). Герой Социалистического Труда (1984). Лауреат двух Сталинских премий (1946, 1952) и Государственной премии СССР (1977). Член ВКП(б) с 1946 года.

## Биография
П. А. Черенков родился 15 (28) июля 1904 года в селе Новая Чигла (ныне Таловский район, Воронежская область). Русский. Родители Павла Алексеевича, Алексей Егорович и Мария Черенковы, были крестьянами.
В 1928 году Черенков окончил физико-математическое отделение педагогического факультета ВГУ и был направлен преподавать в школу в город Козлов, теперешний Мичуринск. Через два года в тот же город получила распределение Мария Алексеевна Путинцева, дочь Алексея Михайловича Путинцева — воронежского литературоведа-краеведа, профессора ВГУ, основателя дома-музея И. С. Никитина, тоже окончившая ВГУ, отделение русского языка и литературы педфака. В 1930 году Черенков женился на Марии Путинцевой. В 1932 году у них родился сын Алексей, в 1936 году — дочь Елена. В ноябре 1930 года в Воронеже арестовали по делу краеведов Алексея Михайловича Путинцева. В самом конце того же года был «раскулачен» в Новой Чигле отец Павла Алексеевича — Алексей Егорович Черенков. В 1931 году Алексея Егоровича судили и отправили в ссылку. Его обвинили в принадлежности к партии эсеров и в участии в «кулацкой» сходке 1930 года. В 1937 году отца учёного вновь арестовали, в 1938 году осудили и расстреляли за контрреволюционную агитацию.
В 1930 году Черенков поступил в аспирантуру Физико-математического института АН СССР в Ленинграде. В 1935 году защитил кандидатскую диссертацию, а в 1940 году — докторскую. С 1932 года работал под руководством С. И. Вавилова. С 1935 года — сотрудник ФИАН имени П. Н. Лебедева, с 1948 года — профессор МЭИ, с 1951 года — профессор МИФИ. Создал и много лет бессменно возглавлял Отдел физики высоких энергий в Филиале ФИАН (Троицк). Положил начало троицкому теннису, построив при Филиале первый в городе корт.
Действительный член АН СССР (1970; член-корреспондент с 1964). Иностранный член Национальной академии наук США (1985).
Черенков последние 28 лет жизни проживал в столичной квартире в районе Ленинского проспекта, где расположены различные институты Академии наук, в том числе и ФИАН.
Был одним из академиков АН СССР, подписавших в 1973 году письмо учёных в газету «Правда» с осуждением «поведения академика А. Д. Сахарова». В письме Сахаров обвинялся в том, что он «выступил с рядом заявлений, порочащих государственный строй, внешнюю и внутреннюю политику Советского Союза», а его правозащитную деятельность академики оценивали как «порочащую честь и достоинство советского учёного».

Могила П. А. Черенкова на Новодевичьем кладбище Москвы.

Павел Алексеевич Черенков умер 6 января 1990 года от механической желтухи. Похоронен в Москве на Новодевичьем кладбище (участок № 10).

## Научная деятельность
Основные работы Черенкова посвящены физической оптике, ядерной физике, физике частиц высоких энергий. В 1934 году обнаружил специфическое голубое свечение прозрачных жидкостей при облучении быстрыми заряженными частицами. Показал отличие данного вида излучения от флуоресценции. В 1936 году установил основное его свойство — направленность излучения, образование светового конуса, ось которого совпадает с траекторией движения частицы. Теоретическую основу излучения Черенкова разработали в 1937 году И. Е. Тамм и И. М. Франк.
Эффект Вавилова — Черенкова лежит в основе работы детекторов быстрых заряженных частиц (черенковских счётчиков). Черенков участвовал в создании синхротронов, в частности синхротрона на 250 МэВ (Сталинская премия, 1952). В 1958 году вместе с Таммом и Франком был награждён Нобелевской премией по физике «за открытие и истолкование эффекта Черенкова». Манне Сигбан из Шведской королевской академии наук в своей речи отметил, что «открытие явления, ныне известного как эффект Черенкова, представляет собой интересный пример того, как относительно простое физическое наблюдение при правильном подходе может привести к важным открытиям и проложить новые пути для дальнейших исследований». Выполнил цикл работ по расщеплению гелия и других лёгких ядер высокоэнергетическими γ-квантами (Государственная премия СССР, 1977).

## Память

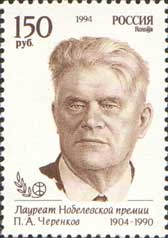
П. А. Черенков на марке России

- В книге «Звёздный десант» (1959) упоминается «пространство Черенкова» (Cherenkov drive), функционально совпадающее с гиперпространством.
- В 1994 году в честь Черенкова была выпущена почтовая марка России.
- 12 ноября 2004 года Чигольской школе было присвоено имя нобелевского лауреата П. А. Черенкова.
- В Троицке (ныне городской округ Москвы) в честь Черенкова названа улица.
- В 2021 году на территории Национального исследовательского ядерного университета «МИФИ» открыт памятник работы скульптора Александра Миронова. [11]

## Известные высказывания
«Трудно рассудить, чего в жизни было больше – удач, невезения, счастья… Но я твёрдо знаю, чего было много – преодоления» П.А. Черенков.

## Награды и премии
- Герой Социалистического Труда (27.07.1984)
- три ордена Ленина (28.07.1964; 26.07.1974; 27.07.1984);
- два ордена Трудового Красного Знамени (10.06.1945; 08.12.1951)
- орден «Знак Почёта» (27.03.1954)
- медаль «За доблестный труд в Великой Отечественной войне 1941—1945 гг.» (1946);
- медаль «В память 800-летия Москвы» (1948);
- медаль «За доблестный труд. В ознаменование 100-летия со дня рождения В. И. Ленина» (1970);
- юбилейная медаль «Тридцать лет Победы в Великой Отечественной войне 1941—1945 гг.» (1975);
- Юбилейная медаль «Сорок лет Победы в Великой Отечественной войне 1941—1945 гг.» (1985);
- Золотая медаль «За заслуги в науке и перед человечеством» (Академия наук Чехословакии, 1981).
- Сталинская премия первой степени (1946) — за открытие и исследование излучения электронов при движении их в веществе со сверхсветовой скоростью, результаты которых обобщены и опубликованы в «Трудах ФИАН имени П. Н. Лебедева» (1944)[13]
- Сталинская премия (1952);
- Государственная премия СССР (1977) — за цикл работ по исследованию расщепления лёгких ядер γ-лучами высокой энергии методом камер Вильсона, действующих в мощных пучках электронных ускорителей
- Нобелевская премия по физике (1958) — за открытие и обоснование эффекта Вавилова — Черенкова (совместно с И. М. Франком и И. Е. Таммом)